# جيمس ر. ميلر
جيمس ر. ميلر (بالإنجليزية: James R. Millar)‏ هو اقتصادي أمريكي، ولد في 7 يوليو 1936 في سان أنطونيو في الولايات المتحدة، وتوفي في 30 نوفمبر 2008 في واشنطن العاصمة في الولايات المتحدة.